# Südlicher Gamskopf
Gamskopf är ett berg i Österrike. Det ligger i distriktet Landeck och förbundslandet Tyrolen, i den västra delen av landet. Toppen på Gamskopf är 3 110 meter över havet.
Den högsta punkten i närheten är Glockturm, 3 356 meter över havet, 4,6 km söder om Gamskopf. Närmaste större samhälle är Pfunds, 8,4 km väster om Gamskopf. 
Trakten runt Gamskopf består i huvudsak av alpin tundra och kala bergstoppar.